# Розаріо Анджело Ліватіно
Розаріо Анджело Ліватіно (3 жовтня 1952, Канікатті — 21 вересня 1990, Агрідженто) — італійський суддя, мученик, Блаженний Католицької церкви.

## Життєпис
Розаріо Ліватіно був сином Вінченцо Ліватіно та Розалії Корбо. Закінчив класичний ліцей Уго Фосколо, а в 1971 році розпочав навчання на факультеті права у Палермському університеті, який закінчив у 1975 році. У період з 1977 по 1978 рік був заступником директора секретаріату уряду Агрідженто. У 1979 році став помічником прокурора при суді Агрідженто і обіймав посаду до 1989 року. Потім зайняв посаду судді.
21 вересня 1990 року Розаріо Ліватіно був убитий мафією.
21 грудня 2020 року Папа Римський Франциск підписав декрет про його мученицьку смерть, відкривши цим шлях до його беатифікації, яка відбулася 9 травня 2021 року в соборі Агрідженто.